# One Piece : Le Royaume de Chopper, l'île des bêtes étranges
 One Piece : Le Royaume de Chopper, l'île des bêtes étranges (珍獣島のチョッパー王, Chinjū-tō no Choppā-ōkoku) est un film d'animation japonais réalisé par Atsuji Shimizu, sorti en 2002. C'est le troisième film de la franchise One Piece.
En France, le film sort directement en DVD et Blu-ray le 7 mars 2012, édité par Kazé.

## Synopsis
Chopper vient tout juste de rejoindre l'équipage au chapeau de paille. En s'approchant de l'île du Croissant, le Vogue Merry est projeté dans les airs par un geyser et Chopper se retrouve séparé du reste de l'équipage. Les animaux de l'île le prennent alors pour leur nouveau roi...

## Dans la chronologie
Plusieurs incohérences font que ce troisième film ne peut pas s'intégrer dans la chronologie de la série. En effet Chopper vient tout juste de rejoindre l'équipage ce qui devrait placer le film entre les arcs Royaume de Drum et Alabasta, cependant à ce moment-là Vivi naviguait avec l'équipage or elle n'est pas présente dans ce film. Il n'est d'ailleurs pas fait mention d'Alabasta ni du Baroque Works. Le film ne peut pas non plus se dérouler après les évènements d'Alabasta puisque Robin est absente.

## Distribution
À l'instar des épisodes de la série animée, le doublage français a été supervisé par Tōei animation. Les comédiens ont été dirigés par Philippe Roullier. Les dialogues sont signés Flora Seeger
| Personnages       | Voix japonaises  | Voix françaises      |
| ----------------- | ---------------- | -------------------- |
| Monkey D. Luffy   | Mayumi Tanaka    | Stéphane Excoffier   |
| Zorro Roronoa     | Kazuya Nakai     | Patrick Noérie       |
| Sanji             | Hiroaki Hirata   | Olivier Cuvellier    |
| Nami              | Akemi Okamura    | Kelly Marot          |
| Usopp             | Kappei Yamaguchi | Jean-Pierre Denuit   |
| Tony Tony Chopper | Kazue Ikura      | Marie Van Renterghem |
| Butler            | Masashi Ebara    | Antoine Nouel        |
| Hotdog            | Daisuke Gōri     | Mathieu Moreau       |
| Karasuke          | Toshiko Fujita   | Christine Pâris      |
| Mobambi           | Ai Orikasa       | Fanny Bloc           |